# Kino Ognisko w Legnicy
Kino Ognisko – nieczynne kino, zlokalizowane w Legnicy przy ul. Skarbowej (przed 1945 była to Klosterstraße 1/2).

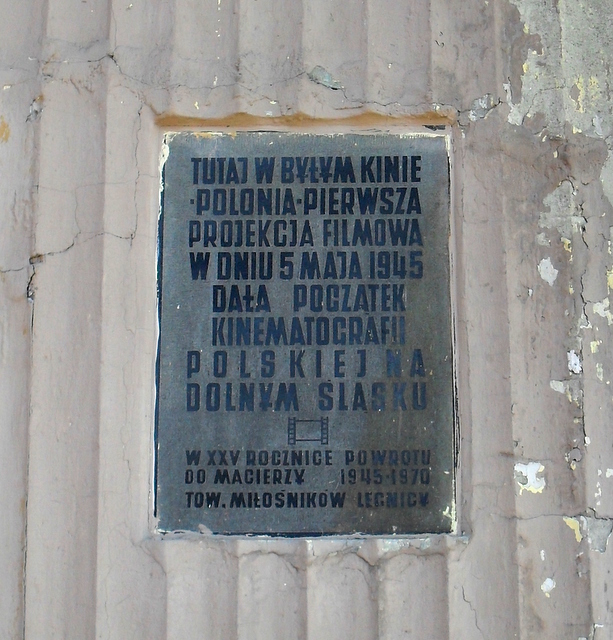
Ul. Skarbowa 1, tablica pamiątkowa wmurowana w 25. rocznicę powrotu ziem piastowskich do macierzy, na elewacji budynku dawnej rewii (wzniesionego w latach 1910-1915), później kina "Polonia", a następnie kina "Ognisko".

Budynek Conzerthausu (Central Theater) wzniesiono w 1896 z inicjatywy Louisa Wintera, w miejscu dawnej loży masońskiej. Teatr typu variété zainaugurował występy 25 września 1897. Kino zaczęło działać w tym budynku w 1918 (najpierw miało 500, a potem 1100 miejsc). Początkowo dyrektorem obiektu był Richard Elfmann, a w latach 30. XX wieku zarządzała nim spółka Elfmann und Tirpitz. 5 maja 1945 odbyła się tutaj pierwsza po II wojnie światowej na Dolnym Śląsku projekcja filmowa, o czym informuje tablica pamiątkowa umieszczona na elewacji. Kino początkowo nazywało się Polonia, a następnie Ognisko (w bezpośrednim sąsiedztwie działała też popularna restauracja Polonia). W 1951 legnicka Miejskia Rada Narodowa przekazała gmach w użytkowanie Legnickim Zakładom Gastronomicznym. W 2009, w pobliżu otwarto Galerię Piastów z multipleksem marki Helios, co przyczyniło się do upadku niezmodernizowanego kina.